# Ермилов, Василий Дмитриевич
Ермилов Василий Дмитриевич (укр. Єрмилов Василь Дмитрович; 9 (21) марта 1894, Харьков — 6 января 1968, там же) — советский украинский художник-авангардист и дизайнер, видный участник различных художественных течений 1910-х — 1920-х годов XX столетия (кубизм, конструктивизм и др.). Ученик Ладислава Тракала. Автор многих проектов: сборных киосков, агитационных и книжных фургонов, трибун-реклам. Работал в промышленной графике: разрабатывал и создавал эскизы оформления упаковок, спичечных коробков, заводских и фабричных марок и проч. Занимался обработкой шрифтов, создал новый шрифт. Рисовал обложки для книг («Ладомир» В. Хлебникова. — Харьков: 1920; и др.) и журналов («Колосья» — 1918, № 17; «Нове мистецтво» — 1927; «Авангард» — 1928-30-е; «Культура и пропаганда» — 1933).
Создал много станковых работ — жанр, портрет и особенно пейзаж.
Работы находятся в музеях США, Германии и Франции; продаются на международных аукционах — Сотбис и др.

## Биография
- Родился в семье портного (родители были выходцами из крестьян). В 1905 г. окончил церковно-приходскую школу.
- 1905—1909 — обучается в Художественно-ремесленной мастерской декоративной живописи Харьковского общества грамотности (Ветеринарная, ныне Гиршмана, 26) у Ладислава Тракала. Мастерскую окончил со званием «подмастерья декоративной живописи с правом получения, но не ранее как через три года, звания мастера при условии представления в Совет мастерской отчёта о трёхлетней работе по декоративной (альфрейной) живописи и по представлении соответствующих удостоверений об этой работе». С момента окончания мастерской много работает (выполняет росписи для богатых заказчиков) и параллельно учится.
- 1910—1911 — продолжает обучение в Харьковской художественной школе (в которую был принят без экзаменов) и в студии Э. А. Штейнберга и А. Н. Грота, интересуется фресковой живописью и мозаикой.
- 1911—1912 — член художественной группы Голубая лилия.
- 1912—1913 — учится в Московском училище живописи, ваяния и зодчества, вместе с В. В. Маяковским и Д. Д. Бурлюком.
- 1913 — работает в мастерских художников И. И. Машкова и П. П. Кончаловского. Параллельно берёт уроки у известного офортиста Г. Н. Гамон-Гамана, посещает кабинет гравюр Румянцевского музея.

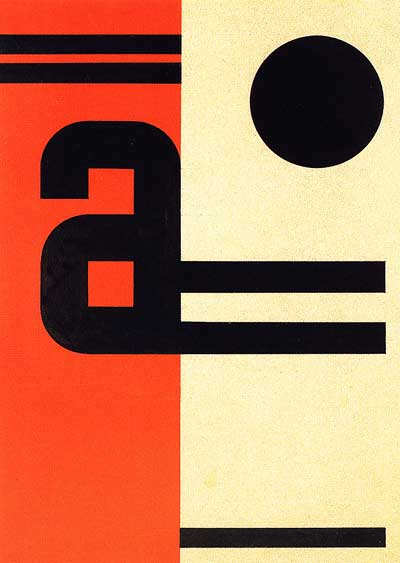
Василий Ермилов. Обложка журнала «Авангард». 1929

- 1913—1914 — возвращается в Харьков, зарабатывает на жизнь альфрейными работами и вновь посещает студию Э. А. Штейнберга; член художественной группы Будяк.
- 1914 — получает диплом мастера декоративной живописи в Харьковской художественной школе.
- 1915—1918 — на фронтах Первой мировой войны: был ранен, контужен, награждён Георгиевским крестом 4-й степени.
- 1918 — в составе «Тройки» (Александр Гладков, Василий Ермилов, Мане-Кац) принимает участие в издании альбома «Семь плюс Три» (здесь «Семь» — это «Союз Семи», или так называемая «Семёрка» — группа харьковских художников-авангардистов (кубофутуристов), в которую входили В. Бобрицкий, В. Дьяков, Н. Калмыков, Б. Косарев, Н. Мищенко, Г. Цапок и Б. Цибис; группа сформировалась по одним данным — в 1916 г. , по другим — ещё раньше: в 1914-м, прекратила существование в 1919); оформляет (вместе с членами «Семёрки») журнал «Колосья» (обложка № 17, август 1918).
- 1919 — организатор Учебно-производственной мастерской в Харькове. Весной 1919 участвовал в Первой совместной выставке-продаже, на которой были выставлены работы профессионалов, самоучек и детей. Отчёт о выставке был напечатан в № 3 журнала «Пути творчества» («Куплены работы профессионалов: <…> Любимова, <…> Тракала, <…> Кокеля, <…> Ермилова, <…> Синяковой <…>»). В том же году оформлял улицы и площади Харькова к Первому Мая, здание цирка; сотрудничал с журналом «Пути творчества» (фронтиспис в № 1-2, февраль-март 1919).
- 1920 — с января руководит отделом пропаганды УкРОСТА, а с февраля — также и живописного цеха Завода художественной индустрии (реорганизованной Государственной художественно-промышленной мастерской). Создаёт декоративные и агитационные полотна для бюро Агитпропа Красная Украина и для харьковского Клуба Красной армии; оформляет улицы и площади Харькова ко встрече делегатов Второго конгресса Коминтерна.
- 1921 — разрабатывает художественное оформление для агитпоезда Красная Украина.
- 1922 — В. Д. Ермилов среди основателей Художественно-промышленного института в Харькове (преподавал в нём в 1921-35 и 1963-67 гг.); за марку «В помощь голодающим» получил Золотую медаль на выставке в Лейпциге.
- 1925 — вместе с Д. Д. Бурлюком, В. Г. Меллером, А. К. Богомазовым, В. Н. Пальмовым и др. вступает в Ассоциацию революционного искусства Украины (был её членом до 1932).

Могила В. Ермилова на 2-м кладбище г. Харькова (угол улиц Пушкинской и Веснина)

- 1927 — принимает участие во Всеукраинской юбилейной выставке (трибуна-реклама, оформление выставочного зала).
- 1928 — совместно с Э. Лисицким, А.Тышлером и В.Меллером принимает участие в Международной выставке печати «Пресса» в Кёльне. Работает над оформлением украинского отделения на Всемирной выставке графического искусства в Кёльне.
- 1928—1929 — художественный директор журнала «Авангард»; работает над оформлением книг, иллюстрирует советские журналы, дизайнер по интерьеру.
- 1934—1935 и 1939 — вместе с В. Г. Меллером принимает участие в оформлении Харьковского Дворца пионеров.
- 1937—1938 — принимает участие в оформлении Павильона Украинской ССР на ВСХВ (совместно с А. Г. Петрицким).
- 1940—1941 — принимает участие в оформлении Театрального музея.
- 1944—1947 — на преподавательской работе (?).
- 1940-е — принимает участие в оформлении клубов и парткабинетов.
- 1962 — в Харькове состоялась персональная выставка Ермилова.
- 1963—1967 — преподаёт в Харьковском Художественно-промышленном институте.
- 1964 — принимает участие в оформлении 8-го ГПЗ[2].
- 1968 — 6 января умер в Харькове, похоронен на Втором городском кладбище (угол Пушкинской и Веснина), могила по левую руку на аллее, ведущей к могиле Б. А. Чичибабина.

## Выставки
- 2012, «Василий Ермилов. 1894—1968»  Архивная копия от 16 июня 2012 на Wayback Machine, Мультимедиа Арт Музей, Москва